# Gare de Pontivy
Gare de Pontivy vasútállomás Franciaországban, Pontivy településen.

## Vasútvonalak
Az állomást az alábbi vasútvonalak érintik:
- Auray–Pontivy-vasútvonal
- Saint-Brieuc–Pontivy-vasútvonal

## Kapcsolódó állomások
A vasútállomáshoz az alábbi állomások vannak a legközelebb: